# 25625 Verdenet
25625 Verdenet (2000 AN48) là một tiểu hành tinh vành đai chính được phát hiện ngày 5 tháng 1 năm 2000 bởi J.-C. Merlin ở Le Creusot.